# فرودگاه سنسانه منگو
فرودگاه سنسانه منگو (به انگلیسی: Sansanné-Mango Airport) یک فرودگاه است . این فرودگاه در شهر مانگو، توگو کشور توگو قرار دارد .